# Епархия Бареты
Епархия Бареты (лат. Dioecesis Baretensis) — упразднённая епархия Константинопольского патриархата, в настоящее время титулярная епархия Римско-Католической церкви.

## История
Город Барета, идентифицируемый сегодня с археологическими раскопками «Caistro», находящимися в Турции, с V века был центром епархии одноимённой епархии Константинопольского патриархата, которая входила в митрополию Эфеса. Епархия Бареты прекратила своё существование в X веке.
С 1943 года епархия Баги является титулярной епархией Римско-Католической церкви.

## Греческие епископы
- епископ Иоанн (упоминается в 451 году);
- епископ Зотик (упоминается в 692 году);
- епископ Лукаст (упоминается в 787 году);
- епископ Георгий (упоминается в 879 году);
- епископ Феодосий (упоминается в X веке);

## Титулярные епископы
- епископ Hugh John O’Neill (18.01.1943 — 27.12.1955);
- епископ Jules Benjamin Jeanmard (13.03.1956 — 23.02.1957);
- епископ Hernán Frías Hurtado (24.05.1957 — 10.12.1970);
- епископ Jesús Pla Gandía (25.03.1971 — 16.04.1981) — назначен епископом Сигуэнсы-Гвадалахары;
- епископ Юлиан Гбур S.V.D.[1] (30.03.1994 — 21.07.2000) — назначен епископом Стрыя;
- епископ Глеб Лончина M.S.U. (11.01.2002 — 2.06.2011) — назначен экзархом Великобритании;
  - вакансия.

## Источник
- Annuario Pontificio, Libreria Editrice Vaticana, Città del Vaticano, 2003, стр. 772, ISBN 88-209-7422-3
- Pius Bonifacius Gams, Series episcoporum Ecclesiae Catholicae, Leipzig 1931, стр. 444  (лат.)
- Michel Lequien, Oriens christianus in quatuor Patriarchatus digestus, Parigi 1740, Tomo I, coll. 731—732  (лат.)
- Pascal Culerrier, Les évêchés suffragants d'Éphèse aux 5e-13e siècles, in Revue des études byzantines, tome 45, 1987, стр. 154—155  (фр.)